# Chiesa di San Giovanni Battista (Serravalle Sesia)
La chiesa di San Giovanni Battista, detta anche chiesa dei Santi Giovanni Battista e Nicolao, è la parrocchiale di Serravalle Sesia, in provincia e arcidiocesi di Vercelli; fa parte del vicariato di Gattinara.

## Storia
All'inizio del Seicento, a causa dell'aumento degli abitanti di Serravalle, le varie chiese e cappelle del paese si rivelarono insufficienti a soddisfare le esigenze dei fedeli. Così, si decise di rifare l'antico oratorio di San Nicolao; i lavori di ricostruzione iniziarono nei primi anni del secolo e furono portati a compimento nel 1618, mentre la consacrazione venne impartita il 3 ottobre 1629 dall'arcivescovo di Vercelli Giacomo Goria.
Questo luogo di culto divenne parrocchiale nel 1665, allorché questo titolo fu qui trasferito dall'antica chiesa di San Martino.
Nel 1897 l'arcivescovo Carlo Pampirio, durante la sua visita, trovò che la parrocchiale era dotata complessivamente di sette altari; negli anni settanta la chiesa venne adeguata alle norme postconciliari, con l'aggiunta dell'altare rivolto verso l'assemblea.
L'edificio fu interessato nel 2011 da un intervento di risanamento dell'esterno e dell'interno, mentre poi due anni dopo venne installato un nuovo impianto di riscaldamento.

## Descrizione

### Facciata
La facciata a salienti della chiesa, rivolta a sudovest, è suddivisa da due cornici marcapiano aggettanti in tre registri. L'ordine inferiore, caratterizzato da un portico che s'apre su cinque archi frontali e due laterali sorretti da colonne e pilastri, presenta al centro il portale maggiore e ai lati gli ingressi minori; quello mediano è caratterizzato da due finestre e un rilievo con soggetto San Giovanni Battista, mentre in quello superiore, coronato dal timpano triangolare, vi sono una nicchia e due specchiature.
Annesso alla parrocchiale è il campanile in pietra a base quadrata, la cui cella presenta su ogni lato una serliana ed è coperta dal tetto a quattro falde.

### Interno
L'interno dell'edificio, la cui pianta è a croce latina, è suddiviso da pilastri d'ordine dorico, sorreggenti da archi a tutto sesto e abbelliti da lesene corinzie, in tre navate, le cui volte, a botte nella centrale e a crociera nelle laterali, sono decorate da motivi fitomorfi; al termine dell'aula si sviluppa il presbiterio, rialzato di alcuni gradini, delimitato da balaustre e chiuso dall'abside.